# Елеукин, Мирас Женисович
Мирас Женисович Елеукин (каз. Мирас Жеңісұлы Елеукин; род. 17 марта 2004, Явленка, Северо-Казахстанская область), при рождении (и до 2024 года) Мирас Женис (каз. Мирас Жеңіс;) — казахстанский футболист, защитник клуба «Кызыл-Жар».

## Карьера
Воспитанник северо-казахстанского футбола. Футбольную карьеру начинал в 2020 году в составе клуба «Кызыл-Жар М» во второй лиге. 10 июля 2021 года в матче против клуба «СДЮСШОР № 8» дебютировал в кубке Казахстана (3:0). 30 октября 2022 года в матче против клуба «Астана» дебютировал в казахстанской Премьер-лиге (0:2), выйдя на замену на 55-й минуте вместо Максима Чиканчи.

## Статистика
| Клуб             | Сезон            | Лига | Лига | Кубки | Кубки | Еврокубки | Еврокубки | Итого | Итого |
| Клуб             | Сезон            | Игры | Голы | Игры  | Голы  | Игры      | Голы      | Игры  | Голы  |
| ---------------- | ---------------- | ---- | ---- | ----- | ----- | --------- | --------- | ----- | ----- |
| Кызыл-Жар        | 2021             | 0    | 0    | 1     | 0     | —         | —         | 1     | 0     |
| Кызыл-Жар        | 2022             | 1    | 0    | 2     | 0     | —         | —         | 3     | 0     |
| Кызыл-Жар        | 2023             | 0    | 0    | 1     | 0     | —         | —         | 1     | 0     |
| Кызыл-Жар        | 2024             | 2    | 0    | —     | —     | —         | —         | 2     | 0     |
| Кызыл-Жар        | Итого            | 3    | 0    | 4     | 0     | —         | —         | 7     | 0     |
| → Кызыл-Жар М    | 2020             | 4    | 0    | —     | —     | —         | —         | 4     | 0     |
| → Кызыл-Жар М    | 2021             | 18   | 2    | —     | —     | —         | —         | 18    | 2     |
| → Кызыл-Жар М    | 2022             | 19   | 1    | —     | —     | —         | —         | 19    | 1     |
| → Кызыл-Жар М    | 2023             | 19   | 3    | —     | —     | —         | —         | 19    | 3     |
| → Кызыл-Жар М    | 2024             | 22   | 1    | —     | —     | —         | —         | 22    | 1     |
| → Кызыл-Жар М    | Итого            | 82   | 7    | —     | —     | —         | —         | 82    | 7     |
| Всего за карьеру | Всего за карьеру | 85   | 7    | 4     | 0     | —         | —         | 89    | 7     |